# Новоукраїнка (Чернігівський район)
Новоукраїнка — колишнє село в Чернігівському районі Запорізької області. Розташовувалося на лівому березі річки Каїнкулак за 1.5 км на північ від с. Кліпенфельд (Стульневе), засноване в 1929 році переселенцями з с. Новомихайлівка. Усього переселилося 30 сімей. У період колективізації в 1930 році було утворено колгосп «Нова Українка». Колективізація супроводжувалася насиллям над селянами, розкуркулено і вивезено на виселки № 3 Галівця М. І. з дружиною та дітьми, Галівця О. С. з дружиною та 4 дітьми, Кузьменка г. та ін. Рятуючись від голодної смерті, вони змушені були втекти в Сальські степи, де Галівець М. І. помер. У період репресій 1930-х років було репресовано жителя села Бережного Миколу.
У передвоєнні роки в селі було організовано школу, дитсадок, збудовано клуб, комору.
Під час окупації до рабської праці в Німеччину було забрано 8 юнаків і дівчат, Одинець Василь та Маленко Надя загинули там. Міліціонер Сиводід І. Є. та військовополонений Петров В. М. які в 1943 році проживали в Новоукраїнці підірвали низянський міст, за що їх було заарештовано та страчено фашистами. На фронтах Другої світової війни воювало 39 осіб, з них 16 загинуло.
Після війни село відбудовується, міцніє господарство. В 1950 році місцевий колгосп об'єднують з новомихайлівським. Новоукраїнка стає бригадним селом. Потрапляє в розряд неперспективних сіл, молодь від'їздить із села, в 1968 році закривають місцеву школу, а в 1970 село ліквідовується як адміністративно-територіальна одиниця. Жителі від'їздять до Новомихайлівки та навколишніх сіл.